# Alex Dancyg
Alex Dancyg (ur. 21 lipca 1948 w Warszawie, zm. po 7 października 2023 w Strefie Gazy) – polsko-izraelski historyk, działacz na rzecz dialogu polsko-żydowskiego.

## Życiorys

### Młodość i pochodzenie
Przodkowie Alexa Dancyga ze strony ojca wywodzili się z wileńskich litwaków, a ze strony matki z Ostrowi Mazowieckiej. Urodził się w Warszawie jako drugie dziecko Niny (Nychy) i Marcina (Mordechaja) Dancygów. Jego ojciec, warszawiak od kilku pokoleń, był z wykształcenia prawnikiem, zaś matka – historyczką, uczennicą Marcelego Handelsmana. Rodzice pochodzili z Warszawy, a okupację niemiecką okresu II wojny światowej przeżyli na Kresach Wschodnich (m.in. w Tuczynie i Krzemieńcu), ukrywając się pod fałszywym nazwiskiem: Danecki i pod imionami Nina i Marcin, przy których pozostali po wojnie. Większość rodziny jego ojca zginęła w trakcie holocaustu. Córka Nychy i Mordechaja, Edyta, ocalała w wołyńskim Korcu, dzięki rodzinie polskich Tatarów, m.in. Marii Assanowicz.
Ojciec Alexa, Marcin (Mordechaj) Dancyg, był potomkiem Abrahama Dancyga, ucznia Gaona Wileńskiego, stalinowskim sędzią wojskowym w stopniu podpułkownika, a po przejściu do rezerwy – adwokatem.
W 1957 roku Alex Dancyg wyjechał wraz z rodzicami i siostrą do Izraela. Przebywał w domu dziecka w kibucu Negba, gdzie nauczył się hebrajskiego. Po powrocie do rodziców w Tel Awiwie został członkiem młodzieżowej organizacji Ha-Szomer Ha-Cair oraz kibicem klubu Synowie Judy, któremu pozostał wierny do końca życia. 
Jeszcze w klasie maturalnej wybrał styl życia kibucnika. Został skierowany do Nir Oz, gdzie działał aktywnie przez całe życie. Po maturze trafił do elitarnej jednostki wojsk spadochronowych (1966). Już jako rezerwista uczestniczył m.in. w wojnie Jom Kipur (1973) i w wojnie libańskiej (1982–85). Ukończył studia historyczne na Uniwersytecie Ben Guriona w Beer Szewie.

### Praca zawodowa
Był wieloletnim współpracownikiem Instytutu Pamięci Męczenników i Bohaterów Holocaustu Jad Waszem. Polskę odwiedził po trzydziestoletniej nieobecności w 1986 r. Od 1990 roku prowadził kursy dla przewodników opiekujących się grupami Izraelczyków przyjeżdżających do Polski. Był również współpracownikiem Ośrodka „Brama Grodzka – Teatr NN”.
W 1999 roku powstał poświęcony Alexowi Dancygowi, dokumentalny film biograficzny pt. Czytając Sienkiewicza na pustyni Negev w reż. Krzysztofa Bukowskiego, który otrzymał Nagrodę Specjalną „Brązowy Lajkonik” na Ogólnopolskim Festiwalu Filmów Krótkometrażowych w 2000 roku.
W 2012 roku ukazał się poświęcony mu reportaż Polskiego Radia, autorstwa Marty Rebzdy pt. Podwójna tożsamość.
W 2013 roku Kapituła Fundacji Polcul przyznała mu nagrodę im. Eudoksji Rakowskiej za „wieloletnią działalność na rzecz edukacji historycznej młodzieży izraelskiej i polskiej”. W 2023 roku, gdy był przetrzymywany jako zakładnik przez Hamas (patrz poniżej), został nagrodzony tytułem „Człowiek Pojednania” przez Polską Radę Chrześcijan i Żydów.
W 2014 roku nakładem Ośrodku „Brama Grodzka – Teatr NN” ukazał się drugi tom z cyklu Opowieści z Bramy pt. Dancyg (Lublin, ISBN 978-83-61064-57-2) zawierający zapis rozmów z Alexem Dancygiem zarejestrowanych w ramach Programu Historia Mówiona.
14 marca 2024 w Synagodze Nożyków został laureatem Nagrody Specjalnej Orła Jana Karskiego.

### Uprowadzenie
7 października 2023 roku kibuc Nir Oz, w którym mieszkał, został napadnięty przez członków Hamasu w ramach ataku tej organizacji na Izrael, co zapoczątkowało wojnę Izraela z Hamasem. Dancyg znalazł się wówczas w grupie mieszkańców kibucu uprowadzonych i zabranych do Strefy Gazy przez Hamas jako zakładnicy. O uprowadzeniu Dancyga poinformowały polskie media wskazując, że jest on obywatelem zarówno polskim, jak i izraelskim. W związku z porwaniem Alexa Dancyga, w serwisie społecznościowym Facebook, powstał profil Help Bring Alex Home nagłośniający sprawę uprowadzenia Dancyga. Polski performer Dariusz Paczkowski wykonał natomiast w Warszawie szereg graffiti z napisem – Alex Dancyg – ambasador dialogu.
16 października 2023 roku list jego syna Matiego z apelem o uwolnienie ojca został odczytany na pl. Grzybowskim w Warszawie podczas spotkania „Pamięci ofiar Hamasu – O powrót porwanych”.
10 marca 2024 media powiązane z Hamasem donosiły o śmierci Dancyga, który miał zginąć w wyniku izraelskiego nalotu na miasto Chan Junus. Informacje te nie zostały jednak potwierdzone ani przez izraelskie służby, ani przez rodzinę.
22 lipca 2024 roku Siły Obronne Izraela potwierdziły śmierć Alexa Dancyga, która nastąpiła kilka miesięcy wcześniej. Okoliczności śmierci nie zostały ujawnione. Siły Obronne Izraela wszczęły śledztwo mające wyjaśnić przyczyny śmierci Dancyga, pod uwagę brana jest możliwość przypadkowego zabicia przez siły izraelskie. Po śmierci Alexa Dancyga jego syn, Mati, skrytykował premiera Benjamina Netanjahu, zarzucając mu, że: „udaremnia i sabotuje wszelkie szanse na zawarcie porozumienia (z Hamasem — przyp. red.), bo zdecydował się ratować swój zgniły rząd, zamiast ratować życie obywateli Izraela”.
20 sierpnia 2024 izraelskie wojsko odzyskało z rąk Hamasu ciało Alexa Dancyga.
Został pochowany 25 sierpnia 2024 w kibucu Nir Oz. Prezydent RP Andrzej Duda złożył kondolencje bliskim zmarłego, podkreślając wkład Dancyga w relacje polsko-żydowskie.

## Odznaczenia
- Srebrny Krzyż Zasługi[32]
- Medal Komisji Edukacji Narodowej[32]
- Nagroda Orła Jana Karskiego (specjalna)[33]